# Grb Severne Makedonije
Na državnem grbu Severne Makedonije sta upodobljena dva ukrivljena venca iz pšenice, tobačnih listov in plodov opijskega maka, vezana s trakom, okrašenim z vezeninami tradicionalnih makedonskih ljudskih motivov. V središču jajčastega okvirja so upodobljeni gora, jezero in sončni vzhod. Značilnosti državnega grba vsebujejo vzhajajoče sonce, ki simbolizira svobodo, gorovoje Šar z vrhom Ljuboten ali Korab in reko Vardar, z Ohridskim jezerom. Grb vsebuje tudi plodove opijskega maka; ta je na območje Makedonije prišel v osmanskih časih v prvi polovici 19. stoletja. Do 16. novembra 2009 je bil na vrhu grba upodobljena tudi socialistična peterokraka zvezda. Državni parlament je predlog za odpravo elementa sprejel z 80 glasovi za in 18 proti. Ta znak (vključno z rdečo zvezdo) je bil v uporabi od leta 1946, kmalu po tem, ko je republika postala del Jugoslavije.
Severna Makedonija je bila do leta 2009 skupaj z Belorusijo in Pridnestrjem ena redkih preostalih evropskih držav, ki je še naprej uporabljala socialistični simbol v svojem državnem grbu. 